# Ceylonthelphusa venusta
Ceylonthelphusa venusta là một loài giáp xác trong họ Parathelphusidae.